# کرم‌های جاودانه
کرم‌های جاودانه یا پلانارین (انگلیسی: Planarian) یکی از گروه‌های پرشمار از کرم‌های پهن در رده موجک‌ویسان Turbellaria است. برای کرم‌های جاودانه معمولاً راسته‌ای به نام سه‌شاخه‌ایان Tricladida در نظر گرفته می‌شود.
کرم‌های جاودانه از دو نقطه چشمی برخوردارند که می‌توانند شدت نور را شناسایی کنند. این نقطه‌ها مانند گیرنده نور عمل کرده و برای دور شدن از منابع نور درخشان مورد استفاده هستند.
این کرم‌ها به خاطر توانایی‌شان در بازسازی بدن خود مشهورند. محققان معمولاً از کرم‌های جاودانه به دلیل توانایی منحصر به‌فرد در بازسازی قسمت‌های قطع شده بدن در مطالعات زیستی استفاده می‌کنند. کرم جاودانه می‌تواند در صورت قطع شدن سرش، آنرا دوباره بازسازی کرده و مغز خود را که حاوی همان خاطرات قدیمی است، مجدداً بدست بیاورد.
در آزمایشی، دانشمندان، بخشی از اندام یک کرم جاودانه را پیش از فرستادن به فضا قطع کردند و در سال ۲۰۱۵ با موشک اسپیس‌ایکس به ایستگاه بین‌المللی فضایی ارسال کردند. آن‌ها مشاهده کردند که روی بدن این کرم بعد از برگشت از سفر فضایی، دو سر رشد کرده‌است. وقتی محققان هر دو سر تازه رشد کرده این کرم را قطع کردند، قسمت میانی فاقد سر شروع به رشد مجدد کرد و دوباره سر قطع شده را بازسازی کرد. به عبارت دیگر، اتفاقی که در فرایند فرستادن این کرم‌ها به فضا رخ داده، باعث شده‌است که بدن این کرم دوباره خود را برنامه‌ریزی کند.